# Batalla de Lemnos
La Batalla de Lemnos fue un combate naval librado el 18 de enero de 1913 (5 de enero de 1913 según el calendario juliano), frente a las costas de Lemnos, Grecia entre las flotas del Reino de Grecia y el Imperio otomano, durante el transcurso de la Primera Guerra Balcánica. Fue el segundo y último intento otomano por romper el bloqueo griego de los Dardanelos, con el fin de recuperar la supremacía en el Mar Egeo.

## Antecedentes
Después de los primeros reveses sufridos en 1912, durante la primera fase de la guerra, en los cuales el Imperio otomano perdió varias islas y fue derrotado en la batalla naval de Elli, los turcos planearon destruir la flota griega fondeada en el puerto de Moudros, Lemnos. Sin embargo, la presencia del crucero acorazado Georgios Averof, que ya los había derrotado en Elli, suponía un importante obstáculo. Por lo tanto, el alto mando turco resolvió enviar buques rápidos hacia el interior del Mar Egeo, con el fin de atraer a la mayor parte de la flota griega de Lemnos, mientras que el resto de los buques otomanos atacarían a las disminuidas defensas.
En la noche del 13 al 14 de enero, el crucero otomano Hamidiye logró superar las patrullas griegas, a continuación de lo cual hundió un transporte de tropas en Syros y bombardeó el puerto de la isla. Este hecho causó conmoción en Atenas, por lo que el gobierno envió la orden de navegar de inmediato en búsqueda del crucero. Sin embargo, el almirante Kountouriotis desobedeció la orden, sospechando la trampa y aprestando a su flota para la batalla.

## La batalla
La flota griega estaba compuesta por el crucero acorazado Georgios Averof, de 9960 tn, los acorazados pre-dreadnought Spetsai, Hydra y Psara, y 7 destructores. Por su parte, la flota otomana contaba con los acorazados pre-dreadnought Barbaros Hayreddin, Turgut Reis y Mesudiye, el crucero Medjidiye y 5 destructores. Además, el acorazado Assar-i-Tevfik permaneció en los Dardanelos, pero no tomó parte en la batalla.
A la mañana del 18 de enero, las patrullas griegas detectaron a los buques turcos, por lo que la flota griega salió de la bahía de Moudros. Ambas flotas avanzaban en columna, con sus buques insignia a la cabeza, encontrándose a unos 20 km al sudeste de Lemnos. Alrededor de las 11:34, ambas flotas abrieron fuego, con las columnas separadas por 8400 metros. La columna griega (al oeste de los otomanos) viró hacia el puerto, con el fin de reducir la distancia.
A las 11:50, el Medjidiye y los destructores turcos viraron rápidamente y volvieron a puerto, mientras el Mesudiye procuraba hacer lo mismo, dado que había sido gravemente dañado por las salvas combinadas del Hydra y el Psara. A continuación una salva del Averof golpea sobre el Barbaros, destruyendo su torre media y provocando su retirada hacia los Dardanelos.
El Averof, aprovechando su velocidad superior, ataca a los buques turcos en retirada, apoyado por el resto de la flota griega. Sin embargo, a las 14:30 los griegos resolvieron suspender la persecución, debido a la proximidad con los Dardanelos, y retornaron a puerto.

## Consecuencias

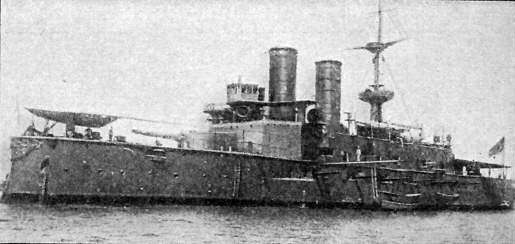
El acorazado otomano pre-dreadnought Mesudiye.

Si bien los buques otomanos mantuvieron un buen ritmo de fuego durante la batalla, la gran mayoría de los disparos fallaron sus blancos. Los griegos fueron mucho más efectivos. El Averof recibió 2 impactos, sufriendo 1 herido y daños menores. Los otros buques griegos resultaron ilesos.
Por parte turca, el Barbaros recibió alrededor de 20 impactos y perdió la mayor parte de sus cañones, sufriendo 75 muertos y 130 heridos. El Turgut Reis recibió 17 impactos, muriendo 47 de sus hombres. El Mesudiye perdió 68 hombres y parte de su artillería de 155 mm.
También se destaca el hecho de que la retirada de la flota turca fue confirmada por un hidroavión Maurice Farman, el cual atacó a los buques otomanos con 4 bombas. Este episodio constituye una de las primeras misiones realizadas por la aviación naval.
Como consecuencia de la batalla, la flota otomana no volvió a intentar salir de los Dardanelos hasta el final de la guerra, dejando el dominio del Egeo en manos griegas.